# Goniurosaurus
Goniurosaurus es un género de geckos, pertenecientes a la familia Eublepharidae, que contiene 26 especies. Los miembros son conocidos por varios nombres, incluyendo geckos terrestres, geckos tigre, geckos leopardo orientales y geckos de cueva asiáticos. Estos se distribuyen por China, Japón y Vietnam, siendo este el motivo por el que también se les conoce como "geckos asiáticos".

## Especies
Las siguientes 26 especies se reconocen como válidas y pueden ser divididos en 4 grupos:
- Grupo luii.
  - Goniurosaurus araneus Grismer et al., 1999[4] - Gecko leopardo vietnamita.
  - Goniurosaurus bawanglingensis Grismer et al., 2002 - Gecko leopardo de Bawangling.
  - Goniurosaurus catbaensis Ziegler et al., 2008[5] - Gecko leopardo de Cat Ba.
  - Goniurosaurus chengzheng Zhu et al., 2021[6] - Gecko de cueva de Chengzheng.
  - Goniurosaurus gezhi Zhu et al., 2020[7] - Gecko de cueva de Gezhi.
  - Goniurosaurus huuliensis Orlov et al., 2008[5] - Gecko leopardo de Huu Lien.
  - Goniurosaurus luii Grismer et al., 1999[4] - Gecko leopardo chino.
  - Goniurosaurus liboensis Wang et al., 2013[8] - Gecko leopardo de Libo.
  - Goniurosaurus kadoorieorum Yang & Chan, 2015[9] - Gecko de cueva de Kadoories.
  - Goniurosaurus kwangsiensis Yang & Chan, 2015[9] - Gecko de cueva de Guangxi.

- Grupo lichtenfelderi.
  - Goniurosaurus hainanensis Barbour, 1908[10] - Gecko de cueva chino.
  - Goniurosaurus kwanghua Zhu & He, 2020[11] - Gecko de cueva de Kwanghua.
  - Goniurosaurus lichtenfelderi (Mocquard , 1897)[12] - Gecko leopardo de Lichtenfelder.
  - Goniurosaurus sinensis Zhou et al., 2019[13] - Gecko leopardo de Kwang Hua.
  - Goniurosaurus zhoui Zhou et al., 2018[14] - Gecko leopardo de Zhou.

- Grupo kuroiwae.
  - Goniurosaurus kuroiwae (Namiye, 1912)[15] - Gecko terrestre de Kuroiwa, Gecko terrestre de Rykoku, Gecko leopardo de Okinawa.
  - Goniurosaurus orientalis (Maki, 1931)[16] - Gecko de cueva japonés, Gecko leopardo de Tonaki, Gecko terrestre manchado.
  - Goniurosaurus sengokui (Honda & Ota, 2017)[17][18] - Gecko terrestre de Sengoku.
  - Goniurosaurus splendens (Nakamura & Uéno, 1959)[19] - Gecko terrestre con bandas, Gecko leopardo de Tokuno.
  - Goniurosaurus toyamai Grismer et al., 1994[20] - Gecko leopardo de Iheyajima.
  - Goniurosaurus yamashinae (Okada, 1936)[21] - Gecko terrestre de Yamashina.

- Grupo yingdeensis.
  - Goniurosaurus gollum Qi et al., 2020[22] - Gecko leopardo de Gollum.
  - Goniurosaurus varius Qi et al., 2020[3] - Gecko leopardo de Nanling.
  - Goniurosaurus wangshu Zhu et al., 2022[23] - Gecko leopardo de Wangshu.
  - Goniurosaurus yingdeensis Wang et al., 2010[24] - Gecko leopardo de Yingde.
  - Goniurosaurus zhelongi Wang et al., 2014[25] - Gecko leopardo de Zhe-long.